# Communauté de communes Arret Darré et Estéous
La communauté de communes Arret Darré et Estéous est une ancienne communauté de communes française, située dans le département des Hautes-Pyrénées et la région Midi-Pyrénées.

## Historique
Le 1er janvier 2013 la communauté de communes Arret Darré et Estéous a fusionné avec la communauté de communes des Coteaux de l'Arros et la communauté de communes Riou de Loules pour devenir Communauté de communes des Coteaux de Pouyastruc.

## Composition
Elle est composée des communes suivantes :
| Nom                | Code Insee | Gentilé       | Superficie (km2) | Population (dernière pop. légale) | Densité (hab./km2) |
| ------------------ | ---------- | ------------- | ---------------- | --------------------------------- | ------------------ |
| Pouyastruc (siège) | 65369      | Pouyastrucais | 11,60            | 716 (2014)                        | 62                 |
| Coussan            | 65153      | Coussanais    | 3,12             | 114 (2014)                        | 37                 |
| Gonez              | 65204      | Gonezais      | 1,08             | 29 (2014)                         | 27                 |
| Hourc              | 65225      | Hourcés       | 2,00             | 111 (2014)                        | 56                 |
| Lansac             | 65259      | Lansacais     | 3,87             | 167 (2014)                        | 43                 |
| Laslades           | 65265      | Lasladais     | 5,26             | 364 (2014)                        | 69                 |
| Souyeaux           | 65436      | Souyeaucois   | 6,02             | 307 (2014)                        | 51                 |

## Sources
- Le SPLAF (Site sur la Population et les Limites Administratives de la France)
- La base ASPIC